# Antički Risan
Antički Risan je jedno od najbogatijih, ali istovremeno i najmanje istraženih arheoloških nalazišta u Crnoj Gori, iako je  Risan najstarije naselje u Boki, koje se pominje  u 3. veku p.n.e. kao ilirsko utvrđenje. Prema predanju, u Risnu je, pod najezdom Rimljana, našla utočište Ilirska kraljica Teuta. Iznad grada nalazi se arheološko nalazište Carine, a iznad njega na brdu Gradina, nalazi se utvrđenje koje sadrži ostatke ilirsko-grčke akropole. U samom gradu nalazi se  značajni ostaci rimske vile s kraja 2. ili s početka 3. veka sa podnim rimskim mozaicima koji spadaju u najređe kulturne spomenike ove vrste u Evropi. 

## Zaštita
Risan i njegovi arheološki lokalitete iz antičkog perioda međunarodni komitet UNESKO uneo je u Listu svetske kulturne baštine u kategoriji najviše vrednovanog međunarodnog ranga.

## Položaj i razmeštaj
Antički Risan prostirao se na teritoriji današnjeg Risna, gradića smeštenog u unutrašnjem delu Bokokotorskog zaliva. Okružen visokim planinama, i skriven u zalivu oduvek je predstavljao strateški dobro mesto za razvoj angtičkog naselja, kome je pogodovalo i obilje slatke vode i dobra pristupačnost obale za pristajanje brodova.

## Istorija
Risan, koji je vekovima bio na raskrsnici puteva od Jadrana prema Skadarskom jezeru, bio je značajno ilirsko središte i jedna od rimskih stanica, a danas poznata turistička destinacija u bokokotorskom zalivu, koje između ostalog privlači i antičko nalazište bogato umetničkim artefaktima, sa vilom Hipnos.
Grad datira iz 3. veka p.n e. i za njega su znali Heleni. Osnovalo ga je ilirsko pleme Rizunita, a u antičko vreme zaliv Boku kotorsku nisu tako zvali, već su ga po Risnu zvali Risanski zaliv (lat. Sinus Rhizonicus). Mesto je nakon osnivanja postalo središte Ilirske države i glavno njihovo utvrđenje, u kome su ilirska plemena doživela najveći napredak pod vođstvom kraljice Teute, koja je po nepotvrđenim pretpostavkama, našla utočište i iz Risna vladala svojim kraljevstvom.

Posle Ilirskih ratova gradom je zavladala Rimska republika. Prvi pomeni Risna javljaju se kod antičkih pisaca, koji su ovo mesto povezivali sa mitom o legendarnom osnivaču beotske Tebe Kadmosu, i njegovoj ženi Harmoniji, koji su došli u oblast ilirskog plemena Enheleja.  Naime u jednom Pseudo Skilaksovom zapisu „Periplusu“ iz 4. veka p. n. e. o Risnu navodi se...
| „ | da je u njemu nastanjeno ilirsko pleme Enheleji, u Iliriji kod...Rizona i rizinske reke...gde su se nalazile stene Kadmosa i Harmonije. | ” |

U tom periodu Risan se pominje pod imenom (lat. Rhizinium) a Plinije u rimskom periodu spominje Risan kao  lat. oppida civium Romanorum  — što znači da je grad imao najmanje municipalni status, a Polibije je zabeležio da je grad ne mnogo veliki, ali zato jako utvrđen, u svom delu „Istorija“, i dalje navodi kako se Teuta sklonila u Risan, gradić zgodan zbog neosvojivosti, povučen od mora, a leži na samoj Rizinskoj reci.
U svojim zapisima Risan spominju i Pseudo Skilaks u 4. veku p.n.e., Apolonije s Rodosa u Epu o Argonautima u 3. veku p.n.e. i grčki istoričar, geograf i filozof Strabon koji je Boku kotorsku nazvao „Sinus risonicus“, i to ime zaliv je imao sve do srednjeg veka.
Stanovnici Risna dobili su pravo rimskog građanstva od strane Oktavijana Avgusta i grad se od tada službeno naziva Iulium Risinium. Ostao je u rimskoj provinciji Dalmaciji, na samoj granici sa novoformiranom Praevalitanom, a nakon podele države, nalazio se u Zapadnom rimskom carstvu, u neposrednoj granici sa Istočnim rimskim carstvom (Vizantijom), s obzirom da je granica išla od Budve, planinom iznad Kotora i preko današnjih Krivošija.
Iz ovog, nekada rimskom grada, do danas su sačuvani materijalni ostaci datovani u 3. i 4. vek nove ere, bogato ukrašene podnim mozaicima (među kojima je najpoznatiji medaljon sa jedinstvenim i retkim prikazom grčkog boga Hipnosa).

## Arheološka istraživanja
U Crnoj Gori  Antički Risan se smatra najbogatijim arheološkim nalazištem koje je do danas najmanje istraženo.
Početna istraživanja
Prva istraživanja ovog lokaliteta počela su rano, od strane ser A. Evans, koji je, obilazeći ove krajeve kao dopisnik „Mančester Gardijana“ (Manchester Guardian) u vreme bosanskohercegovačkog ustanka, vršio istraživanja u Risnu, i o njima napisao nekoliko rasprava, koje datuje u helenistički period. Nalazi potiču s istraživanja lokaliteta Carine, i jednog grobu u kome je  A. Evans pronašao grnčariju helenističkog karaktera.
H. Ričli bio je sledeći istraživač Risna, koji je u članku „Arheološki materijal iz Boke kotorske“ 1898. godine opiso nalaze sa lokaliteta Carine, i prilažio  planu, koji deli lokalitet na devet sektora. Među značajnijim nalazima naveo je: 
- dva zlatna novčića,
- fragmenti zemljanih posuda,
- mramorne polirane pločice,
- fragmenti stakla
- kiklopske zidoveduge 12 metara.[8]

Istraživanja između dva svestka rata
Dušan Vuksan, tadašnji direktor Državnog muzeja na Cetinju, vodio je istraživanja  u Risnu između dva svetska rata. On je tokom tih istraživanja u južnom delu grada  otkrio kompleks vile  „vile urbane“ (villa urbana)  građene po rimskom principu. Prostorije ove vile bile su poređane oko kvadratnog unutrašnjeg dvorišta – atrijuma.  Dušan Vuksan je otkrio:
- u pet prostorija klasične podove,
- u tri sobe podne mozaike sa geometrijskim i vegetabilnim ornamentima,
- u četvrtoj u sredini mreže vegetabilnih motiva - okrugli medaljon sa prikazom grčkog božanstva sna Hipnosa (Hypnos), u liku usnulog dečaka sklopljenih krila.[9]

Istraživanja u drugoj polovini 20. veka
Učenici Umjetničke škole iz Herceg Novog, prvi su vršili  iskopavanja na Carinama  1950. godine. Tada su nađeni ostaci veće sakralne građevine ‒ hrama, veliki mermerni blokovi i delovi arhitektonske plastike sa građevina, sada izloženi na prostoru vile sa mozaicima.
Sledeće istraživanje sproveo je Republičkog zavoda za zaštitu spomenika kulture iz Cetinja  dvadesetak godina kasnije, tačnij 1968. godine, u severnom sektoru „Carina”. Tokom ovih istraživanja otkriveni su.
- ostaci velikih neidentifikovanih građevina,
- ostaci jednog bunara-izvora,
- fragmenti mermernih statua,
- mnoštvo ulomaka keramike.[9]

Nakon  katastrofalnog zemljtresa koji je zahvatio Crnu Goru 1979. godine, tokom obnove porušenog područja, otkriveni su sledeći vredni nalazi sepulkralnog karaktera: 
- kupasti cipusi,
- rimske urne sa natpisima,
- bogati  prilozi  u vidu staklenih flašica ‒ balzamarija i lakrimarija. Gotovo sve je zadržano u privatnom vlasništvu.[9]

U dve  kampanje: 1988. i 1989. godine istraživanja je vršio Regionalni zavod za zaštitu spomenika kulture iz Kotora, koji je paralelno vršio i zaštitu arheoloških iskopavanja na lokalitetu Carine.  Tokom ovih istraživanja su otkriveni:
- ostaci stambene arhitekture većeg objekta,
- velika koncentracija keramičkih ulomaka raznih posuda, uglavnom južnoitalskog tipa „Gnatija“ keramike.
- ostaci velikih kratera,
- ostaci pitosa, amfora sa poklopcima koji nose oznake proizvođača,
- ostaci malih posuda sa tankim oslikanim zidovima,
- tanjira tipa „terra sigilata“,
- veliki broj numizmatičkog materijala, uglavnom novca ilirskog kralja Balajosa.[9]

Istraživanja u 21. veku
Prva sistematska arheološka iskopavanja Risna  u 21. veku, obavljena su 2000 godine uz saradnju sa Regionalnim zavodon za zaštitu Evrope „Novae“ iz Varšave.

## Faze u razvoju grada
U arheološkim istraživanjima arhitekture u Risnu utvrđene su tri faze gradnje, koje su pripadale raznim periodima gradskih naselja. 
Predurbana faza
Predurbana faza je najstariji period u arhitekturi Risna, ili ilirskoj naseobini na risanskoj Gradini, uzvišenju u kome je dominirala odbrana arhitektura. Ovo uzvišenje iznad zaravni na morskoj obali sa strmim stranama bilo je pravo mesto za pravljenje utvrđenja. Utvrđenje je imalo dva odbrambena prstena. Gradina je imala kontinuitet u svim istorijskim razdobljima upravo zbog dobrog strateškog položaja.
Formiranje podgrađa u podnožju Gradine, bilo je antičko pristanište, uz samu rečicu Spilu, koje je takođe vremenom poprimalo izgled utvrđenog grada.
Protourbana faza

U protourbanoj fazai  naselje je zadobilo osobine naselja-centra i druge osnovne preduslove za izrastanje u pravu urbanu formaciju.
| „ | Ovoj fazi bi u Risnu odgovarao helenistički izgled grada, koji je uslovljen direktno helenističkim uticajem. Dispozicija Gradine postaje „akropolj“, na kome je, prema nekim pretpostavkama, mogao biti i hram posvećen ilirskom božanstvu Medauru. | ” |

Na ravnom terenu uz morsku obalu i rečicu Spilu osnovan je trgovački deo polisa, sa svim neophodnim sadržajima. 
Urbana faza
U urbanoj fazi razvoja Risna, koja se poklapa sa rimskom vladavine i dominacijom, grad je zadržap nasleđenu lokaciju, koju proširuje naročito prema moruna, napredujući u svim funkcijama: 
- upravno-političkim,
- organizacijskim,
- ekonomskim i socijalnim.[12]

Takav način urbane strukture grada rezultovao je kvalitetnom materijalnom realizacijom i funkcionalnom organizacijom naselja,  Ova etapa se naziva urbana faza.

## Arhitektura antičkog naselja i grada
Trgovački i zanatski centar
Antički Risan je u urbanističkom smislu imao trgovački i zanatski centar, moguće i na više lokacija, o čemu govore nalazi novca kralja Balajosa i rimskih imperatora i velika koncentracija keramičkog materijala sa kojom se najverovatnije intenzivno trgovalo sa zemljama mediterana ali i sa zaleđem. 
Stambeni deo

U Risnu su pronađeni i veći stambeni objekti, građeni po uobičajenoj šemi rimske gradske kuće: 
| „ | prostorije koncentrisane oko unutrašnjeg dvorišta. Ti objekti su imali i kupatila ugrađena u odaje. Pri iskopavanjima su pronađene fragmentovane keramičke kadice za kupanje djece, kao i jedan manji bazen za kupanje odraslih. | ” |

S učvršćivanjem vlasti i prosperitetom, naselje se širi van utvrđenog grada. Tako poznata „vila urbana“ sa podnim mozaicima pripada rezidencijalnom delu Risna, u kojem je stanovao najbogatiji sloj stanovništva. 
Nekropola
Izvan zidina grada Risna formirana je i nekropola, kao kultno mesto iz starijeg perioda. 
Pozorište
U Risnu je tokom arheološki istraživanja uočeno i hipotetično mesto antičkog pozorišta, koje je locirano neposredno uz same gradske zidove. Ono je imalo  scenu u donjem delu,  a oko nje u gornjem polukružnom delu, na terasastom terenu nalazila su najverovatnije sedišta za gledaoce.

## Literatura
- Група аутора: Историјски лексикон Црне Горе, књига 4, Daily Press-Вијести, 2006.
- Ivana Komnenić (29. 6. 2011). „U Risnu pronađen zlatni prsten i ostaci kuće iz helenističkog perioda”. Vijesti.me. Приступљено 29. 4. 2020.

## Spoljašnje veze
Mediji vezani za članak Antički Risan na Vikimedijinoj ostavi